# ZKP RTL
 (словен.  — „Издавач касета и плоча РТВ Љубљана”) је била дискографска кућа из Љубљане, основана 1974. године. Након распада Југославије фирма је променила је име у Založba kaset in plošč RTV Slovenije и постала саставни део РТВ Словеније.

## Историја
Дискографска кућа ZKP RTL основана је 1974. из нуклеуса окупљеног око музичке продукције Радио телевизије Љубљана.
ZKP RTL је објавила бројне носаче звука тада популарних југословенских певача и састава: Атомско склониште, Екатарина Велика, Горди, Параф, Кербер, Тереза Кесовија, Бети Јурковић, Радомир Михаиловић Точак, Панкрти, Последња игра лептира, Лаза Ристовски, Ипе Ивандић, Смак,  Сунцокрети, С времена на време, Тако, Ватрени пољубац, YU група и других. 
Поред поп и рок музике, ZKP RTL је објављивала и бројне плоче словеначке народне музике и бројна дела озбиљне музике. 
Попут осталих југословенских дискографских кућа, и ZKP RTLје издавала и дистрибуирала плоче бројних међународних музичких звијезда, попут; Blondiе, Depeche Mode, Electric Light Orchestra, Grateful Dead, , , , , Spandau Ballet, Брус Спрингстин, Ike & Tina Turner, Ultravox и бројних других.